# Giro della Provincia di Reggio Calabria 1972
Il Giro della Provincia di Reggio Calabria 1972, trentatreesima edizione della corsa, si svolse il 26 marzo 1972 su un percorso di 259,9 km, con partenza e arrivo a Reggio Calabria. La vittoria fu appannaggio dell'italiano Franco Bitossi, che completò il percorso in 7h07'00", alla media di 36,52 km/h, precedendo il belga Albert Van Vlierberghe e il connazionale Enrico Paolini.

## Ordine d'arrivo (Top 10)
| Pos. | Corridore              | Squadra     | Tempo    |
| ---- | ---------------------- | ----------- | -------- |
| 1    | Franco Bitossi         | Filotex     | 7h07'00" |
| 2    | Albert Van Vlierberghe | Ferretti    | s.t.     |
| 3    | Enrico Paolini         | Scic        | s.t.     |
| 4    | Italo Zilioli          | Salvarani   | s.t.     |
| 5    | Josef Fuchs            | Filotex     | s.t.     |
| 6    | Aldo Moser             | G.B.C.-Sony | s.t.     |
| 7    | Gösta Pettersson       | Ferretti    | s.t.     |
| 8    | Pietro Di Caterina     | Dreher      | s.t.     |
| 9    | Giancarlo Polidori     | Scic        | a 0'46"  |
| 10   | Lino Farisato          | Ferretti    | s.t.     |